# Kur (herb szlachecki)
Kur (Kur Biały, Kokot) – polski herb szlachecki, nie posiadający zawołania, pochodzący z okresu panowania Jagiellonów. Wymieniony z nazwy i zilustrowany w: Herby Rycerstwa Polskiego Bartosza Paprockiego w 1584 roku, a następnie przez Szymona Okolskiego w Orbis Polonus splendoribus coeli, triumphis mundi, pulchritudine animantium condecoratus, in quo antiqua Sarmatorum gentiliata pervetusta nobilitatis insignia etc. specificantur et relucent – w pierwszym tomie dzieła, wydanym w Krakowie w 1641 roku. Za tymi autorami  wspominany jest i graficznie przedstawiany w późniejszych unikatowych armoriałach, takich jak : Herby Królestwa Polskiego przez Jana Aleksandra Gorczyna... z 1658 roku, w Kleynoty abo herby państwa y rycerstwa powiatow y miast głownych Korony Polskiey y W. X. L. według obiecadła dla pamięci łacnieysey polozone wydane w Krakowie w 1630 roku, a wraz z przytoczeniem daty nobilitacji – 1496, przez Piotra Nałęcz-Małachowskiego w księdze Zbiór Nazwisk Szlachty, wydanej – Lublin 1805.
Herb ten używany był również i wcześniej na ziemiach polskich pod alternatywną nazwą "Kokoty", świadczą o tym pieczęcie na dokumentach sądowych, sygnowanych przez Szybana von Der (z Diera w Miśni) – sędziego dworskiego w latach 1287–1311 na dworze Henryka III księcia głogowskiego, mylnie utożsamianego z osobą Szybana Tadera herbu Gryf – kasztelana zamku Świny przez Piekosińskiego w cytowanych dokumentach datowanych na rok 1300.
Najsłynniejszym przedstawicielem rodu, który posługiwał się herbem Kur, był Mikołaj Kiczka archidiakon gnieźnieński – doktor dekretów i zaufany pełnomocnik króla Władysława Jagiełły w procesie o ustalenie granicy pomiędzy Polską a państwem zakonu krzyżackiego, który to proces odbywał się w Rzymie w latach 1421–1422, w obecności papieża Marcina V.

## Opis herbu

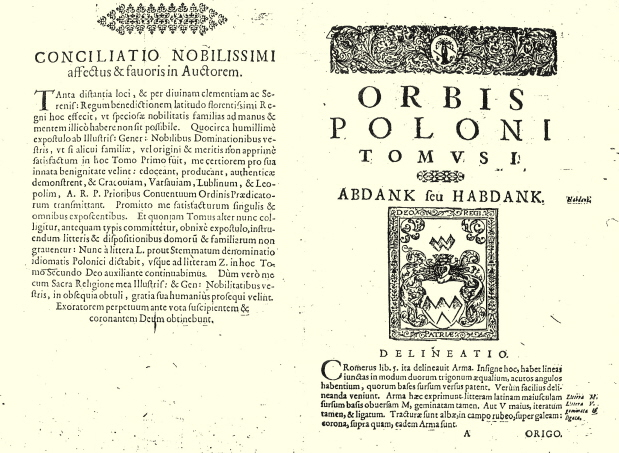
Orbis Polonus... Szymona Okolskiego (1642). W pierwszym tomie armoriału natrafiamy na opis i legendę mówiącą o herbie Kur

### Opisy historyczne
Opis według Szymona Okolskiego z "Orbis Polonus splendoribus coeli ..." – (tom. 1, fol. 508), powtórzony następnie przez Kaspra Niesieckiego w "Herbarzu Polski":

Powinien być Kogut biały w czerwonem polu w prawą tarczy obrócony.

Opis według Piotra Nałęcz-Małachowskiego w "Zbiór Nazwisk Szlachty z Opisem Herbów własnych Familiom zostającym w Królestwie Polskim i Wielkim Xięstwie Litewskim", wydano w Lublinie w 1805, s. 667:

W polu czerwonym Kogut biały stoiący w prawą tarczy obrócony. Nad Hełmem tylko Korona. Od Jana Albrychta Kurkom nadany w Roku 1496.

### Opis współczesny
Opis skonstruowany współcześnie brzmi następująco:
Na tarczy w polu czerwonym kogut srebrny z orężem, oraz grzebieniem i podbródkiem złotymi, obrócony w prawą stronę herbu, stojący na murawie zielonej.
W klejnocie samo godło.
Labry herbowe czerwone, podbite srebrem.

## Geneza

### Najwcześniejsze wzmianki

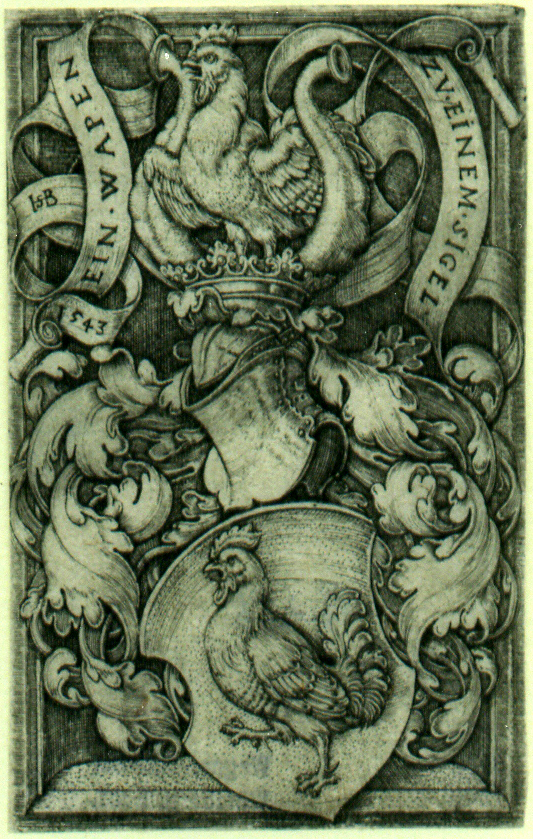
Wizerunek herbu nieznanej rodziny z kurem jako godłem wykonany w 1543 roku przez Sebalda Behama

Herb Kur wraz ze swoją proklamą pojawia się w polskiej heraldyce w roku 1496. Najwcześniejsze wzmianki potwierdzające jego graficzną formę, ale bez identyfikacji zawołania, pochodzą z roku 1300.
W książce Zbiór Nazwisk Szlachty Piotra Nałęcz-Małachowskiego, znajduje się notatka o nadaniu tego herbu w roku 1496 rodzinie Kurków przez króla Polski Jana Olbrachta. Data ta zbiega się z uchwaleniem przez monarchę statutu piotrkowskiego i przyjęciem zobowiązań lennych wobec króla przez księcia mazowieckiego Konrada III Rudego, co wraz z wprowadzeniem arbitrażu królewskiego pomiędzy księciem a szlachtą mazowiecką, w praktyce zrównywało w prawach szlachtę mazowiecką z koronną. Ta zbieżność dat wskazuje, że mamy raczej do czynienia z potwierdzeniem i wzbogaceniem o nowe, dawniejszych przywilejów szlacheckich rodziny Kurków, oraz z włączeniem herbu Kur do kanonu heraldyki ogólnopolskiej, nie zaś z aktem nobilitacji i kreacji tego herbu, który znany jest wcześniej pod nazwą "Kokoty" i pojawia się w zapiskach sądowych dotyczących Mikołaja Kiczki w roku 1426 – o czym wspomina Piekosiński w swoim dziele Heraldyka polska wieków średnich. Dość późne pojawienie się herbu Kur w polskiej heraldyce tłumaczyć można i tym, że na terenach Mazowsza herby zgodne z europejską stylistyką i tradycją formowały się poprzez XV aż do połowy XVI wieku, a więc najdłużej spośród ziem Korony Królestwa Polskiego.
W Europie symbol ten znany jest już od antycznych czasów, a wywodzi się między innymi z Italii, gdzie jest znany pod nazwą Gallo, skąd zawędrował do: Francji, Hiszpanii, Niemiec, Niderlandów, Szkocji i Polski.
Najwcześniejszym dokumentem, w którym pojawia się od-herbowe nazwisko protoplasty rodu Kurów, jest pergamin potwierdzający nabycie wsi mazowieckiej o nazwie Dojazdowo (Łac.) – Doiasdovo z roku 1239. Z treści dokumentu wynika, że rycerz noszący nazwisko Kur wchodzi drogą kupna w dziedziczne posiadanie wsi o nazwie Dojazdowo, sprzedanej mu przez Mymrida syna Niongniewa, za zgodą krewnych. Dokument ten sygnowany jest pieczęcią księcia mazowieckiego i sandomierskiego Bolesława I.

### Symbolika
Kogut będący godłem herbowym ma swoje znaczenie symboliczne, podobnie jak barwa tarczy herbowej. Zbiór cech przypisywanych temu ptakowi wpisuje się zarówno w kanon tradycji symboli chrześcijańskich jak i pogańskich. W obu tych nurtach kulturowych, cechy charakteryzujące koguta są zbieżne. Stąd w heraldyce, która łączy i splata ze sobą oba te systemy, kogut utożsamia następujące wartości: męskość, odwagę i czujność, a czerwona barwa tarczy: energię, zapał, gniew, odwagę oraz krew. W herbie Kur występuje też złota barwa – (dziób, grzebień i szpony), oznaczająca: bogactwo i wewnętrzne skarby duszy.
W antycznej Grecji kogut był obok sowy uznawany za symbolicznego ptaka bogini Ateny i niejednokrotnie umieszczany na tarczach hoplitów.

### Dodatkowe informacje
W książce Heraldyka Polska Wieków Średnich, autorstwa Franciszka Piekosińskiego, wydanej w Krakowie w 1899 roku,
natrafiamy na opisy herbu z godłem przedstawiającym koguta.
Dokumenty, na które powołuje się autor, wspominają bernardyna Galla z Jadry – kustosza katedralnego i oficjała krakowskiego z XVI wieku, którego herbem był właśnie "Kur Biały" – o nim to i o jego herbie wspomina również Bartosz Paprocki w Herbach Rycerstwa Polskiego zebranych i wydanych w Krakowie w 1584, gdzie powiada, że w mieście przedniejszym Krakowie, na zamku pod epitafium męża godnego, zmarłego w 1517 roku bernardyna z Dalmacji, herb ten został umieszczony.
Wśród dokumentów przytaczanych przez Piekosińskiego, znajdują się również zapiski sądowe pyzdrskie z roku 1426, z których dowiadujemy się o herbie rycerskim Mikołaja Kiczki – archidiakona gnieźnieńskiego, którego to godłem herbowym był biały kogut w tarczy, zaś proklamą – staropolskie określenie koguta – "Kokoty".
Ten sam autor, przytacza ponadto zapiski sądowe kościańskie z 1413 i 1414 roku oraz wizerunek pieczęci z 1300 roku, ze "zbiorów Pfotenhauer" – Die Schlesischen Siegel von 1250 – 1300, bezientlich 1327, herausg. Paul Pfotenhauer, Breslau 1879 – umieszczony na dokumentach śląskiej rodziny Taderów – kasztelanów zamku Świny – Szymbana Tadera, Ilinczki z Ujazdu zwanego Szkapa oraz Getka z Lubończy, którzy zażywali według autora herbu z wyobrażeniem koguta, o proklamie "Tader". W tym przypadku, zachodzi jednak błędna interpretacja dokumentów przez Piekosińskiego, który przypisał rodzinie Taderów herbu własnego, herb z godłem koguta, należący do wystawiającego powołany dokument, urzędnika książęcego – Szybana von Der – sędziego dworskiego. Ponadto nie możemy mieć pewności, czy ów herb należący do owego sędziego jest pomimo graficznego podobieństwa tożsamy z herbem "Kur", czy też nie.
Herb Kur, jako jeden z 271 polskich herbów szlacheckich został zaabsorbowany przez heraldykę rosyjską. Zaszczycona została nim rodzina nosząca nazwisko Rostopczyn.

### Legitymacja szlachectwa w Heroldii Królestwa Polskiego
Przed powołaną do istnienia przez władze zaborcze po upadku powstania listopadowego, komisją do badania szlachectwa, potwierdzenie swoich przywilejów stanowych, uzyskał w roku 1854 pieczętujący się herbem Kur, Joachim Józef Kurakowski – syn Władysława, pochodzący z powiatu ostrołęckiego.
Według książki Rodzina Herbarz Szlachty Polskiej, Seweryna Uruskiego – rodzina Kurakowskich posługiwała się dawniej nazwiskiem Kur, a modyfikacja pierwotnej formy tego nazwiska dokonana została w końcu XVII wieku.

### Legenda herbowa
Z herbem Kur związana jest legenda. Głosi ona, że został on nadany rycerzowi w uznaniu jego zasługi dla ocalenia obozu królewskiego. To właśnie dzięki czujności wykazanej nocną porą przez owego rycerza i jego odpowiedzialnej postawie, udało się załodze obozu odeprzeć niespodziewany atak wroga. Tym sposobem uratowano władcę i cały obóz przed niechybną zagładą.
Legendę spisaną przez Szymona Okolskiego w Orbis Polonus Splendoribus Coeli... z 1641–1643 roku przywołuje następnie w swoim Herbarzu Polski Kasper Niesiecki.

## Herbowni

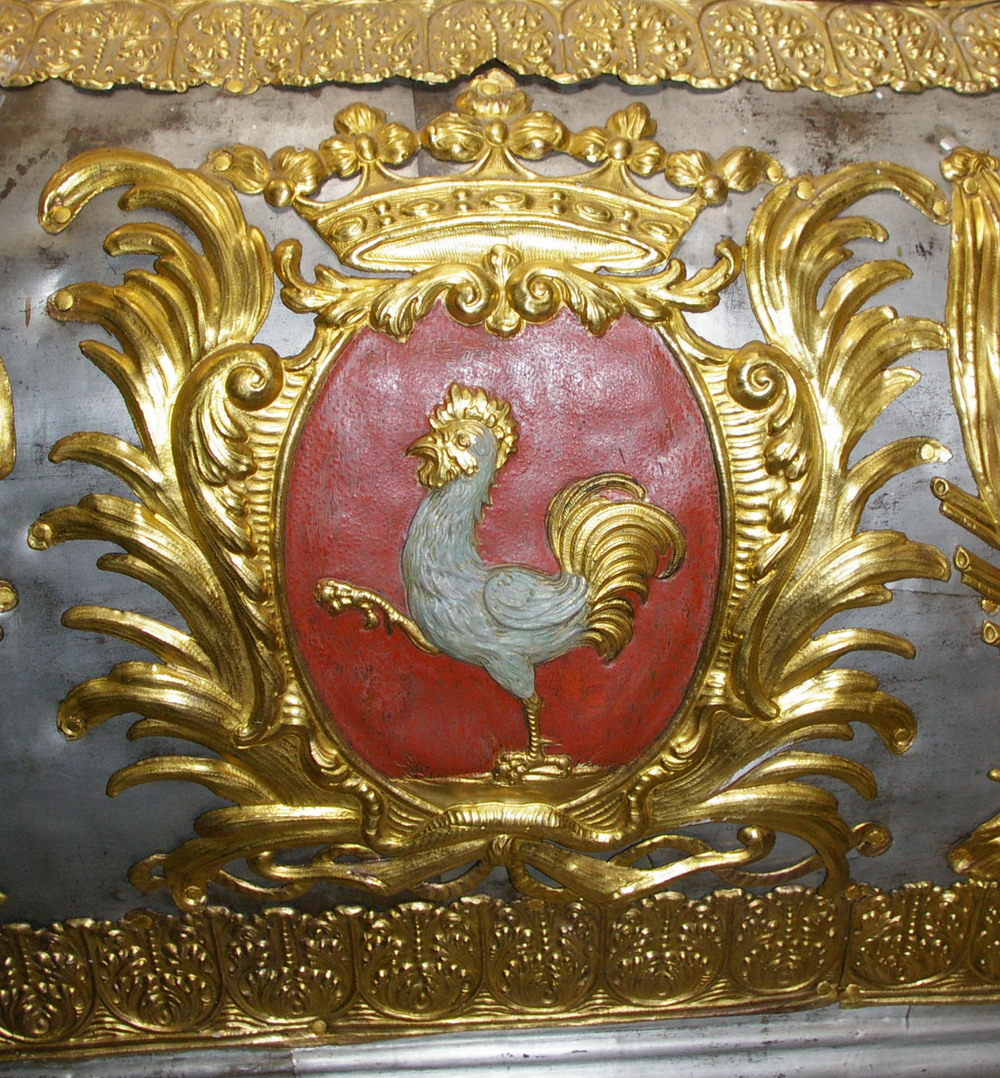
Herb Kur zdobiący sarkofag Henryka Podewilsa, z kaplicy przyzamkowej w miejscowości Krąg w województwie zachodniopomorskim.

Lista herbownych w artykule sporządzona została na podstawie wiarygodnych źródeł, zwłaszcza klasycznych i współczesnych herbarzy. Należy jednak zwrócić uwagę na częste zjawisko przypisywania rodom szlacheckim niewłaściwych herbów, szczególnie nasilone w czasie legitymacji szlachectwa przed zaborczymi heroldiami, co zostało następnie utrwalone w wydawanych kolejno herbarzach. Identyczność nazwiska nie musi oznaczać przynależności do danego rodu herbowego. Przynależność taką mogą bezspornie ustalić wyłącznie badania genealogiczne.
Pełna lista herbownych nie jest dziś możliwa do odtworzenia, także ze względu na zniszczenie i zaginięcie wielu akt i dokumentów w czasie II wojny światowej (m.in. w czasie powstania warszawskiego w 1944 spłonęło ponad 90% zasobu Archiwum Głównego w Warszawie, gdzie przechowywana była większość dokumentów staropolskich). Lista nazwisk znajdująca się w artykule pochodzi z Herbarza polskiego, Tadeusza Gajla (13 nazwisk). Występowanie na liście nazwiska nie musi oznaczać, że konkretna rodzina pieczętowała się herbem Kur. Często te same nazwiska są własnością wielu rodzin reprezentujących wszystkie stany dawnej Rzeczypospolitej, tj. chłopów, mieszczan, szlachtę. Jest to jednakże dotychczas najpełniejsza lista herbownych, uzupełniana ciągle przez autora przy kolejnych wydaniach Herbarza. Tadeusz Gajl wymienia następujące nazwiska uprawnionych do używania herbu Kur:
Bosowski,
Horodyński,
Karszański, Kazimierski, Kur, Kurakowski, Kurek, Kurowski, Kurski, Kurzewski, Kurzyk, Kurzyna,
Szaprowski.
Większość rodzin posługujących się herbem Kur występowała na Mazowszu, w powiatach: ostrołęckim, wołomińskim, dawnym stanisławowskim, oraz we wschodniej części Wielkiego Księstwa Litewskiego, w dawnym województwie mścisławskim. Rodziny posiadające wspólny rdzeń nazwiska przedstawiają się następująco: Kur, Kurek, Kurski, Kurzewski, Kurak, Kurakowski, Kurowski, Kurzecki, Kurzyk, Kurzyna. Większość z tych rodzin, posiada również wspólny pień genealogiczny – wywodzą się bowiem od jednego przodka, noszącego znane na Mazowszu w XII wieku imię przezwiskowe Kur. W fundamentalnym dla genealogii dziele tyczącym tematu genezy nazwisk polskich – Nazwiska Polskie Jana Stanisława Bystronia, omawiana jest między innymi od-herbowa i patronimiczna geneza wyżej wymienionych nazwisk od nazwy herbu Kur. Herbem Kur posługują się ponadto: Karszeńscy v. Karszańscy, Horodyńscy, Bosowscy,  Szaprowscy i Kokotowie. Wspominani są również u Adama Bonieckiego  Kazimierscy.
Podczas obrad sejmu w 1683, Franciszek Graf von Oppersdorff otrzymał indygenat na polskie szlachectwo wraz z herbem Kur. Uzyskał to za zasługi położone podczas wojny ze Szwedami, która toczyła się za panowania króla Jana II Kazimierza. W czasie (tzw. Potopu szwedzkiego), hrabia Franciszek Euzebiusz Oppersdorff udzielił na swym zamku schronienia polskiemu królowi i jego małżonce Ludwice Marii. Monarcha z małżonką przebywali w Głogówku od 17 października do 18 grudnia 1655 roku.
Znane jest również nazwisko Kiczka, pochodzące od Mikołaja Kiczki.

### Znani herbowni
- Mikołaj Kiczka – archidiakon gnieźnieński – dzięki jego wiedzy prawniczej, zdobytej podczas nauki i pracy rektorskiej na Uniwersytecie w Padwie udało się polskiej delegacji, pod przewodnictwem prymasa Polski Mikołaja Trąby, uzyskać korzystne rozstrzygnięcia w kwestii wytyczenia linii granicznej pomiędzy Polską a ziemiami zakonu krzyżackiego.
- Klemens Kurowski – kasztelan żarnowski[44] – był najbardziej zaufanym współpracownikiem Jana Kmity – starosty krakowskiego; protoplasta magnackiej rodziny Kurowskich, od 1396 roku używającej już herbu Szreniawa; ojciec Mikołaja Kurowskiego – kanclerza wielkiego koronnego i arcybiskupa gnieźnieńskiego i Piotra Kurowskiego – kasztelana lubelskiego.
- Stanisław Kur – ksiądz katolicki, biblista, pronotariusz apostolski.

## Odmiany
W heraldyce polskiej spotykamy kilka herbów, w których elementy godła oraz klejnotu nawiązują do symbolu koguta. Są to herby szlacheckie, o następujących proklamach  lub nazwiskach Chołchowski, Chotyński, Dziboni, Epselwitz, Falk-Regulski, Gallo, Hahn, baronowie von Hahn, von Hahnenfelddt, von Hahnenbohm (Inflanty), Hening III, Kur II, Radęsław, Ryp, Salmour, Wołodkowicz, Wołotkowski.
Spośród tych herbów, jedynie ten noszący zawołanie – Kur II, jest niewątpliwie odmianą herbu Kur. Co się zaś tyczy pozostałych herbów, to co do ich ewentualnych wzajemnych korelacji, opinie pośród heraldyków są podzielone.
Jedyną arystokratyczną odmianę herbu Kur, spotykamy u rosyjskiego polityka, wicekanclerza Rosji w latach (1799–1801) – Fiodora Rostopczyna, który w roku 1799 uzyskał tytuł hrabiowski wraz ze stosownym udostojnieniem, nadanego wcześniej przez cara Pawła I rodzinie Rostopczynów, herbu Kur.

## Herby terytorialne wzorowane na herbie szlacheckim
Herb szlachecki "Kur Biały" stał się inspiracją dla kilku polskich herbów terytorialnych; jego wpływ zaznaczył się w grafice herbów miejskich: Kurowa w powiecie puławskim, Kurozwęk, Oławy, oraz powiatu oławskiego.

## Galeria polskich herbów terytorialnych z "Kurem Białym"

Herb miejski Oławy
Herb powiatu oławskiego
Herb wsi Kurozwęki
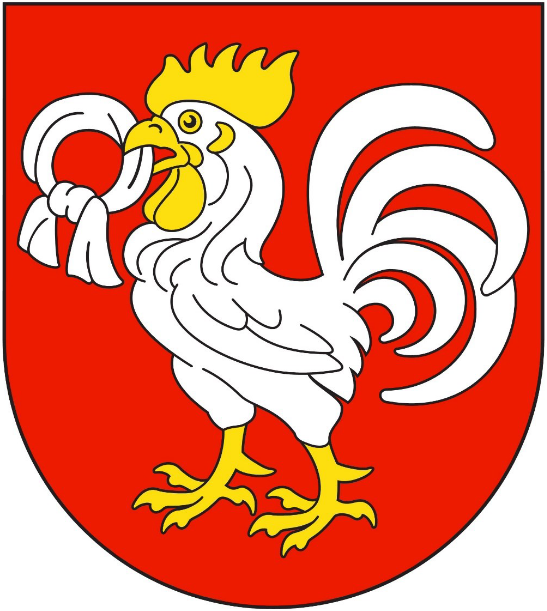
Herb gminy Kurów